# A Hódító hódok epizódjainak listája
A Hódító hódok Magyarországon bemutatott epizódjainak listája:

## Áttekintés
| Évad | Évad | Részek száma | Részek száma | Eredeti sugárzás    | Eredeti sugárzás   | Magyar sugárzás | Magyar sugárzás |
| Évad | Évad | Részek száma | Részek száma | Évadbemutató        | Évadzáró           | Évadbemutató    | Évadzáró        |
| ---- | ---- | ------------ | ------------ | ------------------- | ------------------ | --------------- | --------------- |
|      | 1.   | 13           | 13           | 1997. április 19.   | 1997. november 15. | n. a.           | n. a.           |
|      | 2.   | 13           | 13           | 1998. március 1.    | 1998. november 21. | n. a.           | n. a.           |
|      | 3.   | 22           | 22           | 1999. március 14.   | 2000. március 18.  | n. a.           | n. a.           |
|      | 4.   | 14           | 14           | 2000. szeptember 2. | 2001. június 11.   | n. a.           | n. a.           |

## Epizód

### Bevezető évad (1994)
| Sor. | Év. | Cím       | Rendező       | Író         | Premier | Gyártási szám |
| --- | --- | --------- | ------------- | ----------- | ------- | ------------- |
| 1. | 1.  | Snowbound | Mitch Schauer | Karl Toerge | 1994    | 100           |
| Mikor a tévéjük elromlik egy hóvihar idején, Dugó és Norbi igyekeznek valami jó mókát kitalálni. A pilot epizódot sosem vetítették le, az csak a Nickelodeon számára készült bemutató céllal. Itt Norbi külseje még nagymértékben emlékeztet Dugóéra. |     |           |               |             |         |               |

### Első évad (1997)
| Sor. | Év. | Cím                                                                                          | Rendező             | Író              | Premier              | Gyártási szám |
| --- | --- | -------------------------------------------------------------------------------------------- | ------------------- | ---------------- | -------------------- | ------------- |
| 1. | 1.  | Hódnak születni / Éjszakai kaland (Born to Be Beavers / Up All Night)                        | Robert Hughes       | Mitchell Schauer | 1997. április 19.    | 101           |
| Hódnak születni: A második alom megszületésével Norbinak és Dugónak el kellett hagyniuk a szülői fészket és saját gátat kell építeniük. Norbi több helyet is kipróbál, mialatt Dugó építkezik, de egyik sem bizonyul túl előnyösnek. Éjszakai kaland: A beköltözésük utáni napon a testvérpár úgy dönt, hogy ébren marad egész éjszaka. Ahogy azonban halad előre az idő, úgy lesz egyre nehezebb dolguk. |     |                                                                                              |                     |                  |                      |               |
| 2. | 2.  | Gátépítők / Térdig érő fogak (A Dam Too Far / Long in the Teeth)                             | Robert Hughes       | Mitchell Schauer | 1997. augusztus 30.  | 102           |
| Gátépítők: Óriási áradás tör ki. A hadsereg sem bírja visszafogni, ezért Norbit és Dugót bízzák meg, hogy oldják meg a helyzetet, és zárják el a Nagy Boldog és a Kis Gonosz folyók útját. Dugó kapja az utóbbit, a folyó azonban folyamatosan szabotálja a munkáját. Térdig érő fogak: Norbi metszőfogai figyelmetlensége miatt nagyra nőnek, hiába nem lenne szabad, mert veszélyes. Dugó nagy nehezen rábeszéli bátyját, hogy koptassa el őket, ám az erdei állatok menőnek találják, és divatba jön a hatalmas fog. |     |                                                                                              |                     |                  |                      |               |
| 3. | 3.  | A szeretet ünnepe / Hajrá hódok! (Gift Hoarse / Go Beavers!)                                 | Robert Hughes       | Mitchell Schauer | 1997. szeptember 6.  | 103           |
| A szeretet ünnepe: A hódok a "Fák napja" ünnepén (ami hasonló a Karácsonyhoz) a szülőktől ajándékot kapnak, azonban az örömöt irigykedés váltja fel. Norbi egy hatalmas játékvasutat kap, Dugó pedig csak egy légfrissítőt. Hajrá hódok!: Dugó és Norbi elmegy egy amerikai futball meccsre szurkolni, ahol Dugó fogad az egyik csapat győzelmére. A reménytelen helyzetet látva úgy dönt, maga viszi győzelemre a csapatot.                                                                                            |     |                                                                                              |                     |                  |                      |               |
| 4. | 4.  | Gyűjtsd a dobozt / Harc a lazacokkal (Box Top Beavers / Salmon Sez)                          | Robert Hughes       | John Derevlany   | 1997. szeptember 13. | 104           |
| Gyűjtsd a dobozt: Zabpehely-doboztető gyűjtésbe fognak a hódok. Dugó álma egy utcaseprő gép, amihez 1000 darab gabonapehely dobozának tetejét kell beküldeni. De nem éppen a tervezett ütem szerint haladnak a dolgok. Harc a lazacokkal: A lazacok a hódok gátjába ütköznek. Egy kisebb felfordulást okoznak, éppen ezért Dugó mindent megtesz, hogy megakadályozza őket. |     |                                                                                              |                     |                  |                      |               |
| 5. | 5.  | Hurrá, nyaralunk / Dugó, az erdész (Beach Beavers a-Go-Go / Deranged Ranger)                 | Rob Hughes          | Victor Wilson    | 1997. szeptember 20. | 105           |
| Hurrá, nyaralunk: Hogy a telet elkerüljék, hőseink délre utaznak, hogy tengerpart közelében lehessenek. Egy ideig minden remekül alakul, de végül kénytelenek hazatérni otthonukba. Dugó, az erdész: Mivel a korábbi erdészt elzavarták, újra van szükség. Az állatok egyöntetűen Dugót választják, azonban rátermettsége kérdőre vonható. |     |                                                                                              |                     |                  |                      |               |
| 6. | 6.  | Szuperhód /Izomhód / Halvacsora (Muscular Beaver / Fish 'n' Dips)                            | Patty Shinagawa     | John Derevlany   | 1997. szeptember 27. | 106           |
| Szuperhód /Izomhód: Dugó szuperhősnek áll, azonban ahelyett, hogy segítene, folyton kárt csinál. Norbinak ezért be kell öltöznie az ősellenségének, hogy a saját ályáján győzze őt le. Halvacsora: Dugó farkának a végét leharapja egy hatalmas, legendás víziszörny. A két hód a keresésére indul, Norbi azonban erősen kételkedik a létezésében. |     |                                                                                              |                     |                  |                      |               |
| 7. | 7.  | Dugó, a nindzsa / Tücsökbújócska (Enter the Dagget / Bug-a-Boo)                              | Bobtown Productions | Mark Palmer      | 1997. október 4.     | 107           |
| Dugó, a nindzsa: Egy nindzsás film megtetszik Dugónak, éppen ezért meg is rendel egy oktatófilmet. Az erdő összes lakójával szembeszáll, de bátyja kioktatja a hódok természetéről. Tücsökbújócska: A Yahoo üdítőital óriási méretűvé növeszt egy tücsköt. Megkezdődik hát a hajsza, hogy kiűzzék a házból a hatalmas ízeltlábút. |     |                                                                                              |                     |                  |                      |               |
| 8. | 8.  | Forró utazás a Napra / Fogadjuk, hogy nem mered (Mission to the Big Hot Thingy / I Dare You) | Patty Shinagawa     | John Derevlany   | 1997. október 11.    | 108           |
| Forró utazás a Napra: A két hód felszökik egy Naphoz száguldó űrhajóra. Eleinte élvezik a dolgot, ám később kiderül, hogy egy kísérlet részesei lettek. Fogadjuk, hogy nem mered: Dugó és Norbi folyamatosan azzal heccelik egymást, hogy mit nem mer megtenni a másik. |     |                                                                                              |                     |                  |                      |               |
| 9. | 9.  | Bűzös láb / Hontalanok (Stinky Toe / House Broken)                                           | Pam Garry           | Frank Santopadre | 1997. október 18.    | 109           |
| Bűzös láb: Norbi egy reggel arra ébred hogy büdös a lába, amire nincs gyógymód. Dugó kétségbeesetten keresi az ellenszert. Hontalanok: A házuk összedőlése miatt a hódok új otthont keresnek. Egy állatkereskedésbe mennek, ahol egy család kutyának nézi őket és haza is viszi mindkettejüket. Mikor kiderül, hogy nem is olyan jó a dolguk, megpróbálnak megszökni. |     |                                                                                              |                     |                  |                      |               |
| 10. | 10. | Se veled, se nélküled / Tönkretéve (Tree's Company / Guess Who's Stumping to Dinner)         | Robert Hughes       | John Derevlany   | 1997. október 25.    | 110           |
| Se veled, se nélküled: Norbi megrendeli a Tavalyi Modellt, aminek összerakása minden idejét felemészti. Az elhanyagolt Dugó ezért bulit csap. Tönkretéve: Norbi egy új, képzelt barátot szerez, egy fatuskót. Dugó féltékenysége miatt mindent megtesz, hogy a tönköt eltávolítsa. |     |                                                                                              |                     |                  |                      |               |
| 11. | 11. | A díszcsődör / H2Ooooo (Fancy Prance / H2Whoa!)                                              | Robert Hughes       | Keith Kaczorek   | 1997. november 1.    | 111           |
| A díszcsődör: Norbi legnagyobb álma, hogy lipicai csődör legyen. Dugóval elutaznak Bécsbe, megvalósítani ezt az álmot. H2Ooooo: A tóból kiszivattyúzzák a vizet egy aquaparkba. Dugó és Norbi utánajárnak a dolognak, majd saját csúszdára vágynak. |     |                                                                                              |                     |                  |                      |               |
| 12. | 12. | Levakarhatatlan Bizé / Megígérted (The Bing That Wouldn't Leave / You Promised)              | Robert Hughes       | Victor Wilson    | 1997. november 8.    | 112           |
| Levakarhatatlan Bizé: Dugó gyűjtögetés közben rátalál egy gyíkra, Bizére. Lenyűgözőnek tartják, de egy idő után idegesítővé válik, ezért a hódok minél előbb meg akarnak szabadulni tőle. Megígérted: Egy vaníliás rönkért cserébe Norbi megígéri, hogy egy év múlva egy teljes napon át Dugó összes parancsának engedelmeskedni fog. |     |                                                                                              |                     |                  |                      |               |
| 13. | 13. | Hódító hippi / Tökfilkók eledele (Bummer of Love / Food of the Clods)                        | Patty Shinagawa     | Keith Kaczorek   | 1997. november 15.   | 113           |
| Hódító hippi: Hippifesztivált rendeznek a hódvár környezetében. Norbi összetalálkozik egy hódlánnyal, akivel közösen fellép. Tökfilkók eledele: Norbi éjszakai falatozásai következtében alvajáró lesz, és az általa nézett horrorfilmek elevenednek meg előtte, Dugó bosszúságára. |     |                                                                                              |                     |                  |                      |               |

### Második évad (1998)
| Sor. | Év. | Cím | Rendező         | Író              | Premier              | Gyártási szám |
| --- | --- | --- | --------------- | ---------------- | -------------------- | ------------- |
| 14. | 1.  | Hódláz / Ugyanitt, ugyanitt (Beaver Fever / Same Time Last Week)                                                     | Robert Hughes   | Keith Kaczorek   | 1998. április 5.     | 201           |
| Hódláz: Hőseink meglovagolják a slágerlistát, ugyanis egy tehetségkutató felkarolja őket. Egy másik számot kell készíteniük, vagy vége a karrierüknek. Ugyanitt, ugyanitt: Dugó egy hétig idegesíti bátyját, aki ezért folyton kiüti öccsét. Így visszamegy egy hetet. Többszöri eljátszás után végül megoldódnak a gondok.              |     | |                 |                  |                      |               |
| 15. | 2.  | Nemesvadak / A szimuláns (Kandid Kreatures / Fakin' It")                                                             | Patty Shinagawa | Glenn Ficarra    | 1998. április 11.    | 202           |
| Nemesvadak: A Nemesvadak című műsorba bekerülnek a hódok, bár nem úgy, ahogy szerették volna. Ezért bosszút állnak a műsorvezetőn. A szimuláns: Norbi betegséget tettet, így Dugó mindent megtesz neki. Norbi kihasználja a helyzetet, bár rövid idő múlva Dugó lebetegszik.                                                             |     | |                 |                  |                      |               |
| 16. | 3.  | Az izomhód 2 / Tuskó a gyökereit keresi (Muscular Beaver 2 / Stump Looks for His Root)                               | Patty Shinagawa | John Derevlany   | 1998. április 12.    | 203           |
| Az izomhód 2: A hódoknak egy hatalmas mutáns szörnyetegtől kell megmentenie a világot, és kiszabadítania egy professzort. Tuskó a gyökereit keresi: Norbi felébreszt tuskóban egy igen fontos kérdést: hol van a családja. Tuskó útnak indul megkeresni őket, nyomában a két hód követi.                                                 |     | |                 |                  |                      |               |
| 17. | 4.  | Szerelmi háromszög / Egész éjjel Dugó (Tree of Hearts / Dag for Night)                                               | Patty Shinagawa | John Derevlany   | 1998. április 19.    | 204           |
| Szerelmi háromszög: Norbi exszerelme visszatér, hogy ismét találkozhassanak. Ám jelenlegi szerelme, a cickány Norbinak egy cseppet sem tetszik. Egész éjjel Dugó: A hódok találnak a vízben egy ládát, amiben kedvenc főhősük félbehagyott filmje van. Elhatározzák, hogy befejezik.                                                     |     | |                 |                  |                      |               |
| 18. | 5.  | Maciharc / A faggyút más szagolja (Un-Barry-ble / Another One Bites the Musk)                                        | Patty Shinagawa | Glenn Ficarra    | 1998. április 25.    | 205           |
| Maciharc: Maci új albumot akar készíteni. Norbi segíteni akar neki, de Dugó folyton keresztbe tesz, még ha akaratlanul is. A faggyút más szagolja: A hódok egymás cuccait megjelölve saját faggyújukkal igen nagy problémákat okoz. A vár is összedől miatta.                                                                            |     | |                 |                  |                      |               |
| 19. | 6.  | A hatalmas csomófejű / Szmötyi (The Mighty Knot-Head / Pond Scum)                                                    | Robert Hughes   | Kati Rocky       | 1998. április 26.    | 206           |
| A hatalmas csomófejű: Norbi meglát egy csomót az egyik fában. Odaküldi öccsét, aki egy véletlen folyamán egy primitív törzs vezetőjévé válik. Szmötyi: Egy ragadós bajkeverő teljesen összezavarja Norbi fejét és olyasmikre készteti, amikre nem lenne képes.                                                                           |     | |                 |                  |                      |               |
| 20. | 7.  | Egy tökéletes baromság / Veszélyeztetett állatfaj (Utter Nonsense / Endangered Species)                              | Patty Shinagawa | Mitchell Schauer | 1998. július 19.     | 207           |
| Egy tökéletes baromság: A hódok fogadásból estig nem szólalhatnak meg. Aki veszít, az büntetésben részesül. Ezért aztán egymás ellen fordulnak. Veszélyeztetett állatfaj: Dugót egy baleset után két tudós veszélyeztetett állatfajnak tekinti, és megvédi mindentől és mindenkitől.                                                     |     | |                 |                  |                      |               |
| 21. | 8.  | A favágók éneke / Szabadságvesztés (Lumberjack's Delight / Zooing Time)                                              | Robert Hughes   | Glenn Ficarra    | 1998. augusztus 16.  | 208           |
| A favágók éneke: Favágók jönnek az erdőbe, és móresre tanítják a hódokat, akik a bűvös 7-es golyó segítségét kérik. Szabadságvesztés: Norbit bebörtönzik Dugó miatt, azonban őt egy cseppet sem zavarja. Remekül érzi magát, míg öccse el nem ront mindent.                                                                              |     | |                 |                  |                      |               |
| 22. | 9.  | Barátaink, rómaiak, hódok! / Nagy, kerek, ragacsos halizé (Friends, Romans, Beavers! / Big Round Sticky Fish Thingy) | Patty Shinagawa | John Derevlany   | 1998. szeptember 26. | 209           |
| Barátaink, rómaiak, hódok!: Dugó felidegesítette a buszvezetőt, aki ezért keresztülhajt egy időalagúton. Az ókori kolosszeumhoz kerülnek, ahol több próbát is ki kell állniuk. Nagy, kerek, ragacsos halizé: Úszkálás közben a hódok ráakadnak egy ikrára, ami rendkívül értékes. El akarják adni, de nem tudnak megállapodni egymással. |     | |                 |                  |                      |               |
| 23. | 10. | A nap, amely elszúrta a világot! (The Day the World Got Really Screwed Up!)                                          | Patty Shinagawa | Mitch Schauer    | 1998. október 26.    | 210           |
| A nap, amely elszúrta a világot!: |     | |                 |                  |                      |               |
| 24. | 11. | Hugodjatok meg / Tekedilibogyó (If You In-Sisters / Alley Oops)                                                      | Robert Hughes   | Mitch Schauer    | 1998. november 7.    | 211           |
| Hugodjatok meg: Norbi és Dugó húgai eljönnek egy napra hozzájuk. A testvérpár mindent megtesz, hogy kedvükbe járjon. Tekedilibogyó: A hódok ezúttal egy játékterembe mennek, hogy kipróbálják a legújabb videójátékot. Dugó azonban kipróbálja a tekézést.                                                                               |     | |                 |                  |                      |               |
| 25. | 12. | Csukd be szemed, nyisd ki szád / Hőspincérek (Open Wide for Zombies / Dumbwaiters)                                   | Patty Shinagawa | Keith Kaczorek   | 1998. november 14.   | 112           |
| Csukd be szemed, nyisd ki szád: Egy viharos éjjel a két hódot elmossa a víz és egy zombi partin vesznek részt. Azonban egy boszorkány és egy krokodil ember zombit akart belőlük csinálni. Hőspincérek: Hogy meg tudják venni egy hőn áhított maszk készletet, a hódok beállnak pincérkedni. Egy elit párt kell kiszolgálniuk.           |     | |                 |                  |                      |               |
| 26. | 13. | Nudi / Visszakapod (Sans-a-Pelt / Gonna Getcha)                                                                      | Robert Hughes   | John Requa       | 1998. november 21.   | 213           |
| Nudi: A hódok egy nyulas trükk kipróbálása után elvesztik szőrzetüket. Egy igazi kihívást jelent, hogy hazaérjenek úgy, hogy ne lássa meg őket senki. Visszakapod: Dugó egy veszekedés közben bátyját megsérti. Norbi ezért az őrületbe kergeti őt, azzal fenyegetve, hogy visszakapja.                                                  |     | |                 |                  |                      |               |

### Harmadik évad (1999–2000)
| Sor.                                                                  | Év. | Cím | Rendező | Író | Premier | Gyártási szám |
| --------------------------------------------------------------------- | --- | --- | ------- | --- | ------- | ------------- |
| 27.                                                                   | 1.  | Több mint testőr / Barátodat meg ne edd! (My Bunny-Guard / What's Eating You?)                                                    |         |     |         | 301           |
| Több mint testőr: Barátodat meg ne edd!:                              |     | |         |     |         |               |
| 28.                                                                   | 2.  | A legutolsó hód / Ebbe harapj! (Omega Beaver / Bite This!)                                                                        |         |     |         | 302           |
| A legutolsó hód: Ebbe harapj!:                                        |     | |         |     |         |               |
| 29.                                                                   | 3.  | Szellemes pockányok / Egész éjjel Dugó 2: Egész nap a vagy a vezeklés (Spooky Spoots / Up All Night 2: Up All Day. The Reckoning) |         |     |         | 303           |
| Szellemes pockányok: Egész éjjel Dugó 2: Egész nap a vagy a vezeklés: |     | |         |     |         |               |
| 30.                                                                   | 4.  | Izomhód 3 / Dalos dagi (Muscular Beaver 3 / Sang 'em High)                                                                        |         |     |         | 304           |
| Izomhód 3: Dalos dagi:                                                |     | |         |     |         |               |
| 31.                                                                   | 5.  | Nagy Popsimon nyomában / Hülyeségre bélgáz (In Search of Big Byoo-Tox / Moronathon Man)                                           |         |     |         | 305           |
| Nagy Popsimon nyomában: Hülyeségre bélgáz:                            |     | |         |     |         |               |
| 32.                                                                   | 6.  | Jópofa Bill legendája / Némák, de gyilkosak (The Legend of Kid Friendly / Silent But Deadly)                                      |         |     |         | 306           |
| Jópofa Bill legendája: Némák, de gyilkosak:                           |     | |         |     |         |               |
| 33.                                                                   | 7.  | Szeretni nehéz / Apuból a kevés is sok (Tough Love / A Little Dad'll Do You)                                                      |         |     |         | 307           |
| Szeretni nehéz: Apuból a kevés is sok                                 |     | |         |     |         |               |
| 34.                                                                   | 8.  | Meszkete / Tönk családi összejövetele (Pass It On! / Stump's Family Reunion)                                                      |         |     |         | 308           |
| Meszkete: Tönk családi összejövetele:                                 |     | |         |     |         |               |
| 35.                                                                   | 9.  | Izomhód 4 / Ne legyek gyerek (Muscular Beaver 4 / Act Your Age)                                                                   |         |     |         | 309           |
| Izomhód 4: Ne legyek gyerek:                                          |     | |         |     |         |               |
| 36.                                                                   | 10. | Emésztő gondok / Csomagolj, indulunk (Too Loose Latrine / Pack Your Dags)                                                         |         |     |         | 310           |
| Emésztő gondok: Csomagolj, indulunk:                                  |     | |         |     |         |               |
| 37.                                                                   | 11. | A kispapa / Dugólistások (Daggy Dearest / Dag's List)                                                                             |         |     |         | 311           |
| A kispapa: Dugólistások:                                              |     | |         |     |         |               |
| 38.                                                                   | 12. | Személyfazonosság / Túl szelíd motorosok (Mistaken Identity / Easy Peasy Rider)                                                   |         |     |         | 312           |
| Személyfazonosság: Túl szelíd motorosok:                              |     | |         |     |         |               |
| 39.                                                                   | 13. | Farkastekintet! / Nem vagyok állat, tudós vagyok 1. rész (Stare and Stare Alike! / I am Not an Animal, I'm Scientist #1)          |         |     |         | 313           |
| Farkastekintet!: Nem vagyok állat, tudós vagyok 1. rész:              |     | |         |     |         |               |
| 40.                                                                   | 14. | / (Norberto y Daggetto en El Grapadura y el Castor Malo / The Loogie Hawk)                                                        |         |     |         | 314           |
| 41.                                                                   | 15. | Kényelmi szempontok / Ó, bratyó? (Kreature Komforts / Oh, Brother?)                                                               |         |     |         | 315           |
| Kényelmi szempontok: Ó, bratyó?:                                      |     | |         |     |         |               |
| 42.                                                                   | 16. | Mélypockányok / Vidra probléma (Das Spoot / Sqotters)                                                                             |         |     |         | 316           |
| Mélypockányok: Vidra probléma:                                        |     | |         |     |         |               |
| 43.                                                                   | 17. | Langaléta Dugó / Gyufakihúzás (Long Tall Daggy / Practical Jerks)                                                                 |         |     |         | 317           |
| Langaléta Dugó: Gyufakihúzás:                                         |     | |         |     |         |               |
| 44.                                                                   | 18. | Csendes magányban / Labdaérzék (Nice & Lonely / Soccer? I Hardly Knew Him!)                                                       |         |     |         | 318           |
| Csendes magányban: Labdaérzék:                                        |     | |         |     |         |               |
| 45.                                                                   | 19. | Bratyók a végsőkig? / Euróhódok (Brothers... To the End? / Euro Beavers)                                                          |         |     |         | 319           |
| Bratyók a végsőkig?: Euróhódok:                                       |     | |         |     |         |               |
| 46.                                                                   | 20. | Farok hangok / Egyedül otthon (Slap Happy / Home Loners)                                                                          |         |     |         | 320           |
| Farok hangok: Egyedül otthon:                                         |     | |         |     |         |               |
| 47.                                                                   | 21. | Szobára ment agya / Félelem az evéstől (Ugly Roomers / Finger Lickin' Goofs)                                                      |         |     |         | 321           |
| Szobára ment agya: Félelem az evéstől:                                |     | |         |     |         |               |
| 48.                                                                   | 22. | Szerelmi csalétek / Bulizni jaj de jó...rossz (Strange Allure / Partying Is Such Sweet Sorrow)                                    |         |     |         | 322           |
| Szerelmi csalétek: Bulizni jaj de jó...rossz:                         |     | |         |     |         |               |

### Negyedik évad (2000–2001)
| Sor.                                | Év. | Cím                                                                         | Rendező | Író | Premier | Gyártási szám |
| ----------------------------------- | --- | --------------------------------------------------------------------------- | ------- | --- | ------- | ------------- |
| 49.                                 | 1.  | / (Chocolate Up to Experience / Three Dag Nite)                             |         |     |         | 401           |
| 50.                                 | 2.  | / (Fat Chance / Dag in the Mirror)                                          |         |     |         | 402           |
| 51.                                 | 3.  | / (Canucks Amuck / Yak in the Sack)                                         |         |     |         | 403           |
| 52.                                 | 4.  | / (Big Fun / Driving Misses Daggett)                                        |         |     |         | 404           |
| 53.                                 | 5.  | / (Moby Dopes / Present Tense)                                              |         |     |         | 405           |
| 54.                                 | 6.  | / (It's a Spootiful Life / The Mom from U.N.C.L.E.)                         |         |     |         | 406           |
| 55.                                 | 7.  | / Izomhód 5 (House Sisters / Muscular Beaver 5)                             |         |     |         | 407           |
| Izomhód 5:                          |     |                                                                             |         |     |         |               |
| 56.                                 | 8.  | / (Vantastic Voyage / Blacktop Beavers)                                     |         |     |         | 408           |
| 57.                                 | 9.  | / (Specs Appeal / Things That Go Hook in the Night)                         |         |     |         | 409           |
| 58.                                 | 10. | / (Damnesia / The Posei-Dam Adventure)                                      |         |     |         | 410           |
| 59.                                 | 11. | / (The Big Frog / Dag Con Carny)                                            |         |     |         | 411           |
| 60.                                 | 12. | / (All in the Colony / Line Duncing)                                        |         |     |         | 412           |
| 61.                                 | 13. | / (Beavemaster / Deck Poops)                                                |         |     |         | 413           |
| 62.                                 | 14. | Mik a hírek haver? / Ki is a dedós? (Dagski and Norb / Shell or High Water) |         |     |         | 414           |
| Mik a hírek haver?: Ki is a dedós?: |     |                                                                             |         |     |         |               |
| 63.                                 | 15. | / (A Tail of Two Rangers / Bye Bye, Beavers)                                |         |     |         | 415           |